# سفارة بولندا في إندونيسيا
سفارة بولندا في إندونيسيا هي أرفع تمثيل دبلوماسي لدولة بولندا لدى إندونيسيا. تقع السفارة في وهي تهدف لتعزيز المصالح البولندية في إندونيسيا.

## وصلات خارجية
- قائمة سفارات بولندا
- قائمة السفارات في إندونيسيا